# 愛の断崖
『愛の断崖』（あいのだんがい）は、1975年11月3日～12月26日にTBS「花王 愛の劇場」枠にて放送された昼ドラマである。

## キャスト
- 松原智恵子
- 大出俊
- 花上晃
- 下條正巳

## 主題歌
- 「愛していません」（八代亜紀）
  - 作詞：ジェームス三木／作曲：野崎真一／編曲：伊藤雪彦